# IC 4866
IC 4866 ist eine Spiralgalaxie vom Hubble-Typ Sb im Sternbild Pfau am Südsternhimmel. Sie ist rund 184 Millionen Lichtjahre von der Milchstraße entfernt und hat einen Durchmesser von etwa 85.000 Lichtjahren. Die Galaxie gilt als Mitglied der IC 4845-Gruppe (LGG 427).

Im selben Himmelsareal befindet sich u. a. die Galaxie IC 4869.
Das Objekt wurde am 14. August 1901 von DeLisle Stewart entdeckt.